# Chico Lang
Francisco José Lang Fernandes de Oliveira, mais conhecido como Chico Lang (São Paulo, 8 de junho de 1954), é um jornalista esportivo brasileiro.
Atualmente, é comentarista dos programas “Gazeta Esportiva” e Mesa Redonda, ambos da TV Gazeta, onde é Chefe de Reportagem.
É torcedor do Corinthians.

## Carreira

### Jornalismo
Se formou em Jornalismo pela Faculdade Cásper Líbero. começou sua carreira ao lado dos jornalistas José Reiner Fernandes e Roberto Antonio Carlessi, na fundação do Jornal Integração, em Tatuí, interior de São Paulo. Logo em seguida entrou para o jornal paulistano Notícias Populares, como repórter policial em 1976. No mesmo periódico, também passou pelas editorias geral, saúde e esportes, na qual especializou-se. O editor-chefe do jornal era Ebrahim Ramadan e o de esportes era Dalmo Pessoa.
Posteriormente, em 1979, Chico passou pelo jornal Folha da Tarde, onde desempenhou as funções de redator, repórter especial, sub-editor, editor de esportes, editor de polícia e secretário de redação. Ali conheceu Carlos Brickmann, editor-chefe da publicação, que o convenceu a ser colunista esportivo, nascendo daí a seção Bola Solta.
Entre muitas polêmicas protagonizadas por Chico Lang, houve uma envolvendo o piloto de Fórmula 1 Ayrton Senna. Lang o chamava de "pé de chumbo", "motorista louco", "irresponsável do volante", entre outros adjetivos. A reação do público foi surpreendente. Milhares de cartas eram recebidas semanalmente a favor de Senna e contra Lang. Um dia um leitor chegou a invadir a redação do jornal buscando "acertar as contas" com o jornalista.
Em 1990, Chico fez parte de um pool entre a Folha da Tarde e a Folha de S.Paulo para cobrir a Copa do Mundo daquele ano na Itália. No retorno ao Brasil, ingressou no jornal A Gazeta Esportiva. Como repórter especial acompanhou a Seleção Brasileira em 1991 e 1992 em todos os amistosos disputados pela equipe, então dirigida pelo técnico Paulo Roberto Falcão.
A pedido do então presidente da Fundação Cásper Líbero, Constantino Cury, Lang integrou-se também à equipe de esportes da TV Gazeta, comandada por Roberto Avallone. Formou-se, então, o que alguns analistas consideram a mais polêmica dupla de apresentadores de programas esportivos do país (pelo fato de Lang ser corintiano e Avallone, palmeirense). Certa vez, Lang quase chegou a ser assassinado por torcedores do Corinthians que o confundiram com Avallone, no estacionamento do Morumbi; por sorte, o apresentador Raul Gil estava no local e chegou a tempo de desfazer a confusão.
O programa Mesa Redonda chegou, em 1993, a ultrapassar a Rede Globo em audiência. Em 1997, com o afastamento de Avallone por motivo de saúde, Chico Lang assumiu o comando do programa. Em 1998, Avallone retornou e os dois voltaram a dividir a apresentação do programa. Em 2003, por indicação de Lang, Flávio Prado veio da TV Cultura para ser o âncora do programa, função que exerce até os tempos atuais.
Em 2005, a direção da Fundação Cásper Líbero reativou a Rádio Gazeta, e Chico Lang aceitou comandar o tradicional programa da emissora, Disparada no Esporte, que tinha como coordenadora Regiani Ritter, considerada a musa do rádio esportivo brasileiro.[carece de fontes?]
Atualmente, Lang escreve colunas para as páginas eletrônicas da Gazeta Esportiva e para o jornal Expresso Popular, da cidade de Santos. Pelo primeiro desses periódicos, Lang cobriu a Copa do Mundo de 2002, realizada na Coreia do Sul e no Japão. Pelo segundo, ele participa da coluna Duelo de Gigantes, escrevendo às quartas-feiras e sábados.
É comentarista do programa Gazeta Esportiva, exibido pela TV Gazeta de segunda a sexta-feira às 18 horas.

#### Prêmios e Indicações
| Ano  | Prêmio                                                                     | Categoria          | Resultado | Ref.  |
| ---- | -------------------------------------------------------------------------- | ------------------ | --------- | ----- |
| 2011 | Troféu ACEESP (Associação dos Cronistas Esportivos do Estado de São Paulo) | Comentarista de TV | Indicado  | [ 5 ] |

### Política
Em 2016, afastou-se da Rede Gazeta, para dedicar-se à sua candidatura a vereador de São Paulo pelo PTN. Lang já havia se candidatado em 2012 pelo PTB, conseguindo 12 340 votos e assim como naquele ano, não conseguiu se eleger, conseguindo 5 865 votos.
Em 2018, foi candidato ao cargo de deputado estadual por São Paulo, pelo PRB. Apesar de inserções de propagandas políticas em intervalos de jogos de futebol na Rede Globo, o jornalista não conseguiu ser eleito, obtendo 6 720 votos, ocupando o 396.º lugar.

### Vida pessoal
Chico teve cinco filhos: Pedro, Bruna, Twany, Paulo e Sofia. Em 9 dezembro de 2018, perdeu seu filho Paulo, de 23 anos, de suicídio, após se jogar da janela do prédio onde morava. Menos de 9 meses depois, em 2 de agosto de 2019, perdeu seu segundo filho, Pedro de 40 anos, vítima de câncer de língua, provavelmente provocado pelo uso de crack.